# Rio Correntes (vattendrag i Brasilien, Maranhão)
Rio Correntes är ett vattendrag i Brasilien.   Det ligger i delstaten Maranhão, i den östra delen av landet, 1 200 km norr om huvudstaden Brasília.
I omgivningen kring Rio Correntes växer i huvudsak städsegrön lövskog. Området är mycket glesbefolkat, med 6 invånare per kvadratkilometer.